# Gustavo Mioto
Gustavo Pieroni Mioto (Votuporanga, 12 de março de 1997), mais conhecido como Gustavo Mioto, é um cantor, compositor e multi-instrumentista brasileiro.
Iniciou carreira em 2012 com seu álbum de estreia Fora de Moda. Mioto tornou-se conhecido a nível nacional com a música "Impressionando os Anjos", sua primeira a chegar a primeira posição da tabela Top 100 Brasil. Sua canção "Com ou Sem Mim" foi a música mais tocada nas rádios brasileiras em 2020.

## Biografia
Nascido e criado em Votuporanga, atualmente reside em Barueri em uma casa localizada em Alphaville. É filho de Jussara Pieroni e Marcos Mioto, um dos maiores contratantes de música sertaneja do país. Possui uma irmã mais nova chamada Letícia.
Durante sua adolescência, Mioto trabalhou como frentista de posto de gasolina. Após concluir o ensino médio, iniciou faculdade de engenharia de computação, mas deixou o curso após seis meses.

## Carreira

### 2012–16:Fora de ModaeCiclos
Gustavo Mioto começou a tocar violão aos seis anos de idade e em pouco tempo matriculou-se em um conservatório de música de sua cidade. Aos 10 anos, ele compôs "É Você Quem Vai Chorar", sua primeira música. Ainda nessa idade, começou a postar vídeos de suas canções no YouTube e a tocar em festas de amigos e conhecidos da cidade. Com 13 anos de idade passou a integrar a banda Oxigênio de São José do Rio Preto, com objetivo de ganhar experiência, conhecendo um público bem mais exigente. A banda viajava pelo Brasil fazendo shows em bailes de formaturas, Havaí, country e debutantes.
Em 2012, entrou em estúdio para gravar seu primeiro álbum intitulado Fora de Moda pela gravadora Play Mix, que teve como único single sua primeira música de trabalho "Ela Não Gosta de Mim". Em janeiro de 2014, lançou como single "Eu Gosto de Você", com participação da cantora Claudia Leitte. A música ficou semanas entre as mais tocadas nas melhores rádios do país.
Em outubro de 2014, gravou seu primeiro DVD intitulado Ciclos em sua cidade natal Votuporanga, que contou com participações dos cantores Luan Santana, Cristiano Araújo e a dupla Bruninho & Davi. O DVD foi lançado em junho de 2015 nas principais plataformas digitais e lojas de todo o Brasil e teve como singles as canções "Lembra" e "Mãos Ao Alto Coração". Após o lançamento do DVD, Gustavo conquistou um espaço na mídia, participando de programas de televisão como Programa Silvio Santos, The Noite com Danilo Gentili e Programa Raul Gil. Em 15 de março de 2016, lançou o clipe de "3 da Manhã", que contou com a participação da atriz e blogueira Flavia Pavanelli. O single ficou entre as 15 mais tocadas nas rádios de todo o país. Em novembro de 2016, lançou a música "Impressionando os Anjos" nas rádios de todo o país. A canção ficou entre as músicas mais tocadas do país, ficando em 1º lugar na Hot 100 da Billboard Brasil.

### 2017–2020:Ao Vivo em São Paulo / SP
Em 19 de maio de 2017, lançou o projeto Referências em homenagem às suas referências musicais, com a canção "Querido, Eterno amor", que contou com a participação da dupla sertaneja Bruno & Marrone. No dia 10 de julho de 2017, lançou sua nova música de trabalho, "Relógio". A música estreou em 1º lugar na Hot 100 da Billboard Brasil.
Em outubro de 2017, gravou seu segundo DVD, Ao Vivo em São Paulo / SP, que contou com participações dos cantores Jorge & Mateus, Anitta, Gusttavo Lima e Maiara & Maraisa. O DVD foi lançado em 29 de março de 2018 com show no Villa Country. Em 17 de novembro, "Anti-Amor", primeira canção do DVD, foi lançada com participação da dupla sertaneja Jorge & Mateus. Em julho de 2018, lançou como single a faixa "Contramão" em todas as rádios do país, que alcançou o 3º lugar na Hot 100 da Billboard Brasil.
Em maio de 2018, recebeu da ONErpm Brasil, quatro certificações pelo sucesso das músicas "Impressionando os Anjos", que recebeu disco de duplo de platina, "Anti-Amor", que recebeu disco de platina pelas 67 milhões de execuções, "Coladinha em Mim", que recebeu disco de platina pelas 55 milhões de execuções, e disco de ouro pelas 190 milhões de execuções do seu álbum Ao Vivo em São Paulo / SP.
No dia 7 de dezembro de 2018, lançou a música "Solteiro Não Trai", seu novo single. Em 22 de março de 2019, lançou seu primeiro EP intitulado Pé Na Areia, com sete faixas inéditas. No dia 6 de maio, lançou "Fake News" como único single do EP, que alcançou primeiro lugar no Top 100 Brasil.

### 2020–2021:Ao Vivo em Fortaleza,MisturaeInconfundível
Em fevereiro de 2020, lançou seu terceiro DVD intitulado Ao Vivo em Fortaleza, que contou com a participação dos cantores Wesley Safadão e Xand Avião e teve como single a canção "Com ou Sem Mim", lançada em novembro de 2019.
Em abril de 2020, durante a pandemia de COVID-19, Mioto fez uma live solidária chamada Pé em Casa cuja arrecadação em dinheiro foi transferida para a UNICEF utilizar no combate à pandemia. Em junho do mesmo ano, promoveu sua segunda live beneficente, chamada São João do Mioto, que teve as influenciadoras Thaynara OG, Rafa Kalimann e Camila Loures como embaixadoras do projeto, além da participação do humorista Matheus Ceará.
Em novembro, o cantor anunciou que, após muitos anos fazendo lançamentos pela ONErpm, ele havia assinado contrato com a Universal Music Brasil afirmando que era "um dos passos mais importantes da sua carreira." Em dezembro, Mioto lançou o projeto Mistura – Volume 1 que mescla sertanejo e forró, além de contar com participação de artistas como Dorgival Dantas, Calcinha Preta e Raí Saia Rodada.
Mioto foi um dos selecionados na categoria "Música" da lista Forbes Under 30 de 2020.
Em março de 2021, sua canção "Despedida de Casal" alcançou o primeiro lugar nas paradas radiofônicas do Brasil. No dia 19 de agosto de 2021, Mioto lançou o DVD Inconfundível com nove músicas inéditas, entre elas "Restrição Sentimental" com participação de Marília Mendonça. O álbum estreou entre os 10 mais ouvidos do ranking global da plataforma de streaming Spotify.

### 2022–presente: comemorações de 10 anos de carreira

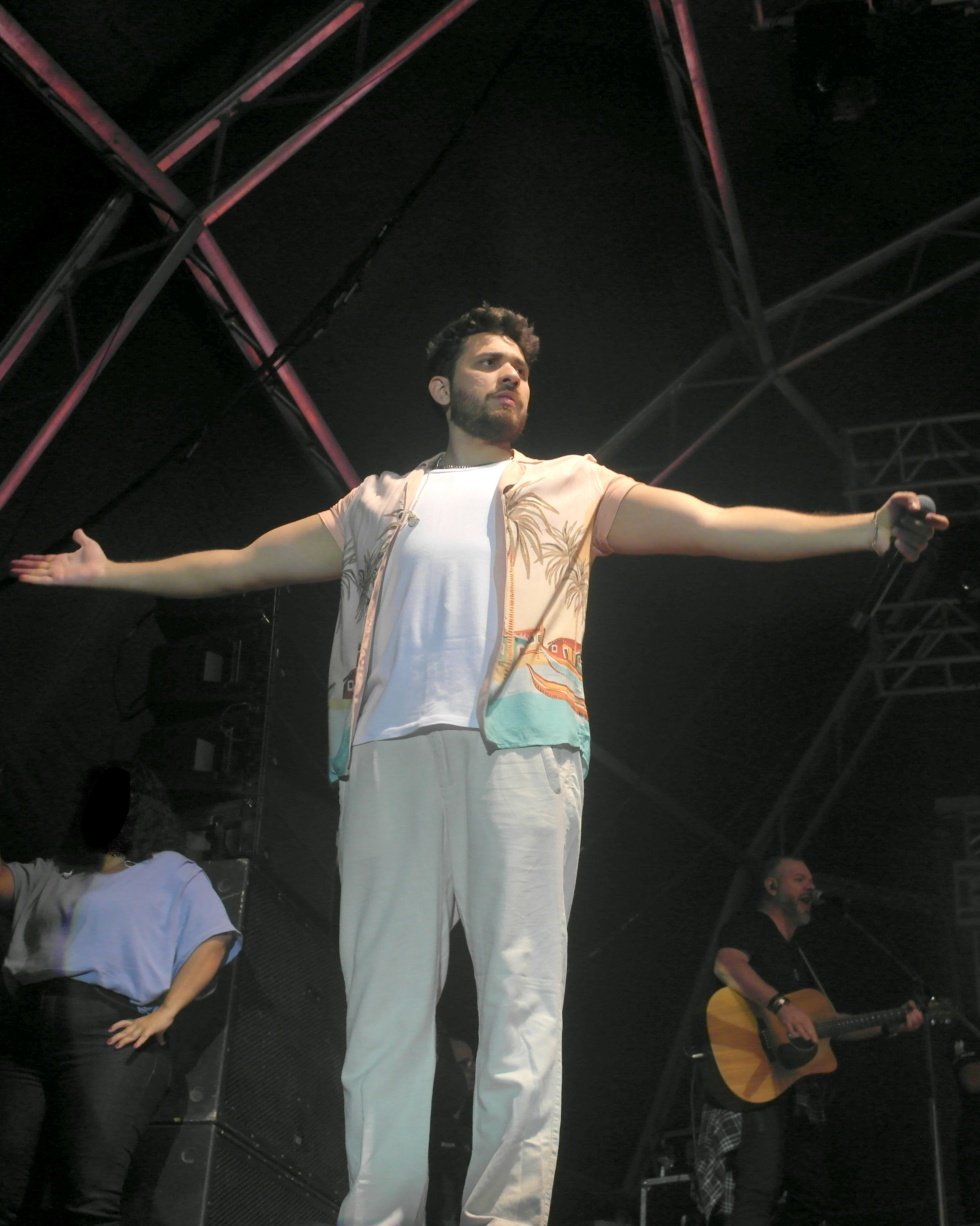
Mioto ao vivo em Angra dos Reis (2023)

Mioto reservou o ano de 2022 para a comemoração dos seus dez anos de carreira e o batizou de "Ano X". Ele pretende lançar dez trabalhos em um ano, iniciando com um show no Rodeio de Jaguariúna que foi gravado no final de 2021 e, no início de 2022, disponibilizado gratuitamente no canal do YouTube do cantor sob o título Sem Cortes – Ao Vivo Em Jaguariúna. Em abril de 2022, foi lançado o extended play Pé Na Areia - Rio De Janeiro, sendo esse o segundo trabalho do seu especial em comemoração aos 10 anos de carreira. Deste EP, lançou o single "Afogado" em parceria com Ludmilla. Em maio do mesmo ano, lançou outro extended play, dessa vez intitulado Pé na Areia – Santa Catarina, também como parte das comemorações de dez anos de carreira. Deste EP, lançou o single "Envolvidão" em parceria com Luan Santana. As comemorações de dez anos também incluíram o lançamento do show Sem Cortes – Americana/SP que foi gravado em junho de 2022 durante a Festa do Peão de Americana, São Paulo.
Em setembro de 2022, Mioto foi anunciado como novo apresentador do programa TVZ exibido pela Multishow.
Em 16 de setembro de 2022, outro trabalho do Ano X foi lançado, a música "Eu Gosto Assim" em parceria com a cantora Mari Fernandez. A canção estreou na posição 115 do ranking do Spotify Brasil, porém em 11 de outubro, a canção havia alcançado o topo do ranking com a marca de 10.9 milhões de reproduções da faixa. A música também liderou por dois meses a tabela Top 50 Streaming e liderou por seis semanas a parada musical Brazil Songs.
No dia 20 de novembro de 2022, Mioto gravou seu DVD de comemoração de 10 anos de carreira no Parador em Recife. O show teve participação de Léo Santana e MC Don Juan. A estrutura contava com palco 360º, painéis de LED para trazer mais interatividade ao DVD e show de fogos de artifício.
No dia 28 de dezembro de 2022, o cantor lançou o Gustavo Mioto Sem Cortes - Ao Vivo em Barretos, mais um trabalho em comemoração aos 10 anos de carreira.
Em 19 de janeiro de 2023, Mioto lançou primeira parte do DVD 10 Anos Ao Vivo em Recife. O cantor divulgou quatro primeiras músicas, sendo que duas delas são inéditas, incluindo o single "Quando Apaga a Luz". Todas as faixas fazem parte do "EP parte 1".
Em 17 de janeiro de 2025, o cantor tocou para 79 mil pessoas em Pico de Matinhos no festival Verão Maior Paraná. Transmitido pela SBT, o show rendeu 3.2 de audiência na grande São Paulo.

## Vida pessoal

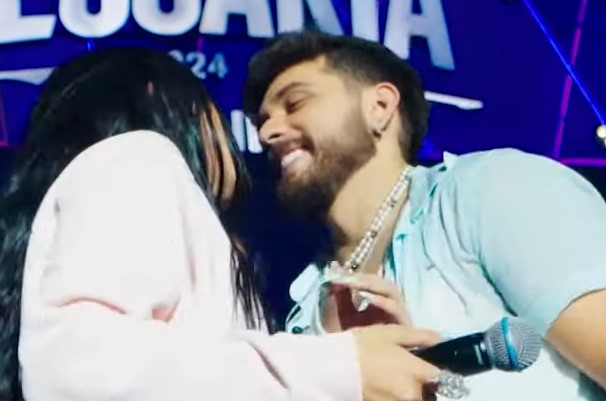
Mioto e Ana Castela durante uma apresentação em 2024.

Mioto é torcedor do Sport Club Corinthians.
O cantor já citou Luan Santana e Zezé Di Camargo como influências que moldaram seu estilo musical.
Em setembro de 2018, assumiu namoro com a influencer Thaynara OG. O relacionamento chegou ao fim em agosto de 2019. Em janeiro de 2020, o casal reatou o namoro, após quatro meses separados. Em agosto de 2020, foi confirmado o fim do relacionamento.
Em junho de 2023, após meses de especulações, assumiu o namoro com a cantora Ana Castela. Em setembro, a relação chegou ao fim. Em 25 de outubro, Castela afirmou que os dois haviam reatado. Em janeiro de 2024, foi anunciado o término pela segunda vez. Em abril de 2024, reataram a relação. Em dezembro de 2024, o relacionamento chegou ao fim novamente.

## Filmografia

### Televisão
| Ano     | Título                             | Papel                   | Notas                         |
| ------- | ---------------------------------- | ----------------------- | ----------------------------- |
| 2023    | MasterChef: Especial de Fim de Ano | Participante (2º lugar) | Temporada 3                   |
| 2022–23 | TVZ                                | Apresentador            |                               |
| 2023    | Terra e Paixão                     | Ele mesmo               | Episódios: "19–20 de outubro" |

## Discografia

### Álbuns de estúdio
- Fora de Moda (2012)
- Inconfundível (2021)

### Álbuns ao vivo
- Ciclos (2015)
- Ao Vivo em São Paulo / SP (2017)
- Ao Vivo em Fortaleza (2020)
- 10 Anos Ao Vivo em Recife (2023)

## Turnês
| Ano  | Nome da turnê        | Observações |
| ---- | -------------------- | --- |
| 2020 | Ao Vivo em Fortaleza | Turnê baseada no DVD homônimo, gravado em Fortaleza com participações de Wesley Safadão e Xand Avião.                                         |
| 2022 | Ano X                | Comemoração dos 10 anos de carreira, incluindo a gravação do DVD no Parador, em Recife, com participações de Léo Santana e MC Don Juan.       |
| 2023 | Conexão              | Turnê com estreia no Vibra São Paulo em 6 de abril de 2023, apresentando novos sucessos como "Quando Apaga a Luz" e "Eu Gosto Assim".         |
| 2025 | Atemporal            | Turnê de lançamento do DVD "Atemporal", gravado em outubro de 2024. A estreia ocorreu em 29 de abril de 2025, no Villa Country, em São Paulo. |

## Prêmios e indicações
| Ano  | Prêmio                                | Categoria             | Indicação                            | Resultado | Ref.            |
| ---- | ------------------------------------- | --------------------- | ------------------------------------ | --------- | --------------- |
| 2017 | Meus Prêmios Nick                     | Revelação Musical     | Ele mesmo                            | Indicado  | [ 113 ]         |
| 2017 | Prêmio Multishow de Música Brasileira | Fiat Argo Experimente | Ele mesmo                            | Indicado  | [ 114 ]         |
| 2019 | Prêmio Jovem Brasileiro               | Aposta PJB            | Ele mesmo                            | Indicado  | [ 115 ]         |
| 2019 | Prêmio Jovem Brasileiro               | Melhor Cantor         | Ele mesmo                            | Indicado  | [ 115 ]         |
| 2019 | Prêmio Jovem Brasileiro               | Clipe Bombástico      | "Solteiro Não Trai"                  | Indicado  | [ 115 ]         |
| 2019 | Prêmio Jovem Brasileiro               | Hit do Ano            | "Solteiro Não Trai"                  | Venceu    | [ 115 ]         |
| 2020 | Meus Prêmios Nick                     | Hit Nacional Favorito | "Com ou Sem Mim"                     | Indicado  | [ 116 ]         |
| 2022 | MTV Millennial Awards                 | Feat. Nacional        | "Afogado" (Gustavo Mioto e Ludmilla) | Indicado  | [ 117 ] [ 118 ] |